# Новоєгор'євська сільська рада
Но́воєго́р'євська сільська рада (рос. Новоегорьевский сельский совет) — сільське поселення у складі Єгор'євського району Алтайського краю Росії.
Адміністративний центр — село Новоєгор'євське.

## Населення
Населення — 5383 особи (2019; 5855 в 2010, 6312 у 2002).

## Склад
До складу сільської ради входять:
| Населений пункт        | Населення, осіб (2002) | Населення, осіб (2010) |
| ---------------------- | ---------------------- | ---------------------- |
| Новоєгор'євське, село  | 6217                   | 5794                   |
| Новосовєтський, селище | 42                     | 29                     |
| Річка-Корміха, селище  | 8                      | 6                      |
| Сибір, селище          | 45                     | 26                     |